# Борецкая роспись

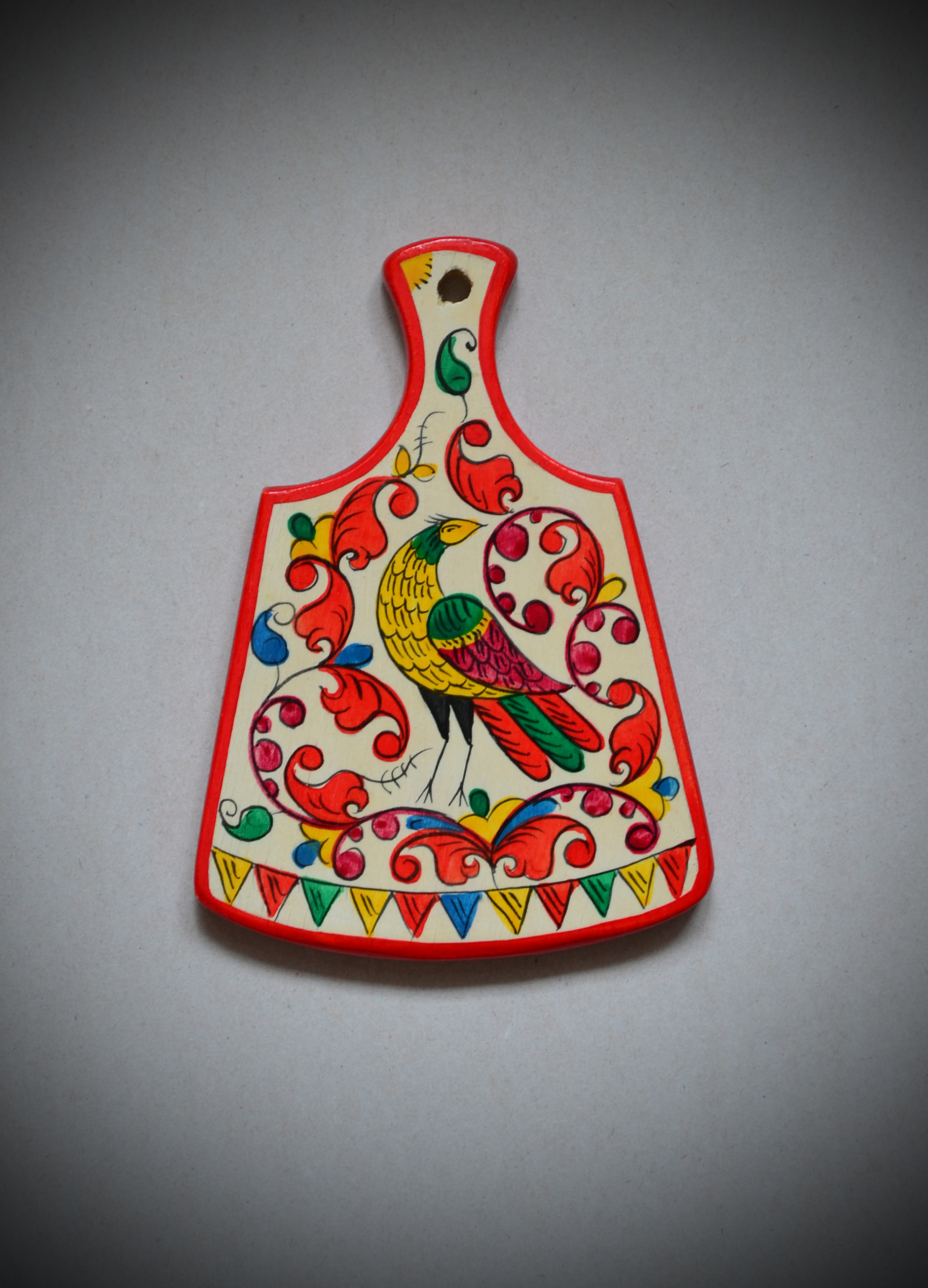
Бо́рецкая роспись

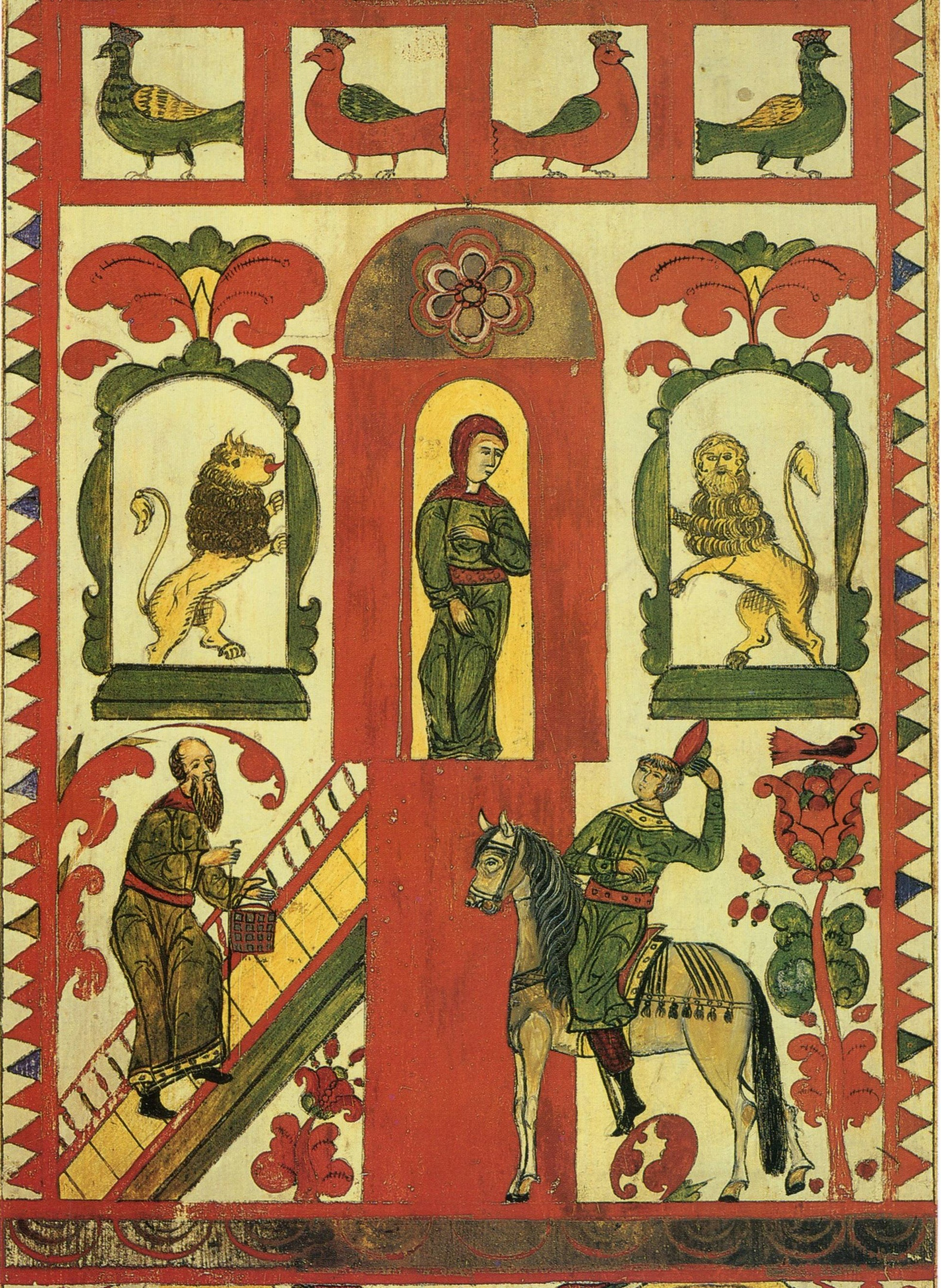
Сватовство. Фрагмент росписи прялки, XX век

Бо́рецкая роспись — русский народный художественный промысел Северодвинского края; роспись по дереву. Существует с XVIII века.

## История
С XVII века века древние поселения Борок, Пучуга и Нижняя Тойма стали центрами старообрядчества на Севере. Среди гонимых церковными реформами Никона старообрядцев было много посадского и ремесленного населения, иконописцев, художников-миниатюристов, переписчиков книг. Передавая своё мастерство из поколения в поколение, они сохранили лучшие традиции народного искусства древнего Новгорода на протяжении нескольких столетий.  Вначале, вероятно, существовал один центр росписи — село Борок (Виноградовский район) в среднем течении реки Северная Двина (возникло на берегу Двины при заселении Двинского края новгородцами в XI—XII веках). Впоследствии отпочковались ещё два центра: с «пучужской росписью» (центр — в бывшем селе Пучуга, в 25 километрах выше от пристани Борок) и «тоемской росписью» (ещё выше по течению Двины — деревня Первая Жерлыгинская (Великий Двор)).

## Роспись
Борецкой росписью украшался широкий круг предметов: прялки, саночки для катания в масленицу, грабли для сенокошения, сундуки, туеса, скобкари, ставчики, люльки и многие другие предметы. Особой популярностью пользовались прялки. Их заказывали борецким мастерам из деревень за много километров от Борка: «Прялки расходились от Конецгорья до Пермогорья» (мастер Пелагея Амосова).
Прялки Борка, Нижней Тоймы и Пучуги имеют форму классических прямоугольных, украшенных шестью круглыми городками и двумя такими же сережками, лопастей на высоких резных ножках с перехватом. Их вытесывали из березы и ели в деревнях по среднему течению Двины и привозили мастерам росписи. Прялки могли быть именными, расписывались на заказ, в подарок или на продажу на ярмарке. Работа стоила сравнительно дорого. Мастера в этих центрах работали большими семьями. В Борке – Амосовы, в Нижней Тойме – Третьяковы и Меньшиков, в Пучуге – Кузнецовы. Мастера были знакомы друг с другом. Амосовы и Третьяковы даже обменивались рисунками-трафаретами коней, саней, львов, птиц, которых изображали среди травных узоров.Травный орнамент в этих центрах был близок к орнаментам северных рукописных книг XVII–XIX веков. Амосовы и Третьяков сами писали книги, а Третьяков и Меньшиков (бывший к тому же иконописцем) иллюминовали их орнаментами и миниатюрами.
Наиболее часто используемые цвета в росписи: красный, зелёный, коричневый, оранжевый, жёлтый. Орнамент состоит из ромбиков, кружочков, капелек, треугольников. Все элементы обводятся чёрным контуром. Борецкая роспись отличается от других северных росписей, сдержанных и гармоничных по колориту, большей звучностью красок, необычайной нарядностью и яркостью росписи, особенно в конце XIX века, когда под фоны стали применять сусальное золото, а светлый фон приобрел особую белизну. Огнем загоралась на нем киноварь ветвей и полыхали красные кони, бьющие копытом в узорные рамки, окружавшие сцены праздничных катаний. Композиционно лопасть борецко-тоемской прялки обычно делится на три «става» (яруса); в поздних образцах нижний занят изображением возка, сценой катания. Верхний ярус – «став» с оконцами, центральная часть – фигурная рамка с Древом, вокруг которого изображаются цветы, птицы, ягоды, изящные листья. На более поздних прялках древо превращается в цветущий куст с птицами на вершине и ветвях. В нижнем «ставе» изображалась поездка в санях, запряженных парой или одним конем. На оборотной стороне лопасти верх, где привязывалась кудель, оставался свободным от росписи, только по краям изображался вьющийся побег. В нижнем «ставе» очень часто повторялась сцена лицевой стороны, но иногда художник старался разнообразить свой рисунок, и изображал всадника на коне, фигурки коней, бегущих друг за другом, а иногда и льва. Прялки Борка, Пучуги и Тоймы можно всегда отличить по ножке: у борецких прялок всю фигурную ножку заполняет растение с прямым стеблем, у прялок Пучуги стебель растения повторяет изгибы фигурной ножки, у прялок Тоймы ножки чаще всего исполнены на токарном станке и состоят из округлых балясинок.

## Легенда
Среди легенд и преданий, бытующих на двинской земле, живёт легенда о возникновении борецкой росписи:

«Московский царь Иван III, правивший более 500 лет тому назад, подчинил себе земли русские. Дань платили ему даже Псков и вольный Новгород. Однако группа бояр новгородских во главе с властной и сильной женщиной боярыней Марфой Борецкой, женой бывшего новгородского посадника, не могла смириться с этим. Иван III направил туда войско, покорил Великий Новгород, а Марфа Борецкая якобы вместе с боярами сбежала на Северную Двину. Здесь она поселилась на высоком берегу реки, оградив это место высоким валом. Отсюда и название Городок (огороженное место), а Борок — от фамилии владельцев. Владения Борецких простирались на сотни вёрст».
Сейчас Борок — пристань в Бо́рецком сельском поселении Виноградовского района Архангельской области в 7 км от Городка, которая обслуживает несколько близлежащих деревень.